# Stanislav Bohuš
Stanislav Oleksandrovyč Bohuš (in ucraino Станiслав Олександрович Богуш?; Zaporižžja, 25 ottobre 1983) è un ex calciatore ucraino, di ruolo portiere.

## Carriera

### Club

#### Inizi
Bohuš è il prodotto delle giovanili del Metalurh Zaporižžja. Egli debuttato ad alto livello con la sua squadra il 14 marzo 2004, presso una sede di gioco contro il Dnipro, partita finita 0:0. Ha fatto il suo esordio in  Champions League contro lo Spartak Mosca con una vittoria per 4-1 della Dinamo Kiev, sua attuale squadra.

#### Dinamo Kiev
L'11 agosto 2008, Stanyslav Bohuš ha firmato un contratto di 5 anni con la Dinamo Kiev, dove occupa il posto vacante nella squadra per la UEFA Champions League nel terzo turno di qualificazione contro lo Spartak Mosca. Bohuš ha debuttato con la Dinamo Kiev contro la sua ex squadra, il Metalurh Zaporižžja, il 17 agosto 2008, durante la quale la Dinamo Kiev ha vinto per 2 a 0. È presto sostituito però da Oleksandr Šovkovs'kyj come portiere titolare della Dinamo.

### Nazionale
Ha fatto parte della Nazionale ucraina Under-19 e Under-21.
Dopo diverse ottime prestazioni nella Champions League 2008-2009 con la Dinamo durante la quale è stato nominato "Man of the Match" e miglior portiere del terzo turno, l'allenatore della Nazionale maggiore ucraina lo ha convocato per la prima volta per una partita di qualificazione al campionato del mondo 2010 contro la Croazia.

## Palmarès

### Competizioni nazionali
- Campionato ucraino: 1

Dinamo Kiev: 2008-2009
- Supercoppa d'Ucraina: 2

Dinamo Kiev: 2009, 2011